# Capoeta pestai
Capoeta pestai е вид лъчеперка от семейство Шаранови (Cyprinidae). Видът е критично застрашен от изчезване.

## Разпространение и местообитание
Разпространен е в Турция.
Обитава сладководни басейни и реки.

## Описание
На дължина достигат до 21,8 cm.
Популацията на вида е намаляваща.